# یوگی خرسه (فیلم)
یوگی خرسه (به انگلیسی: YOGI BEAR) به کارگردانی اریک بری ویگ کارتون محصول سال ۲۰۱۰ شرکت آمریکایی وارنر بروز است.

## داستان
یوگی خرس سخنگوی قهوه‌ای به همراه دوستش بوبو در پارک جنگلی جلی استون(jelly stone)مشغول به دزدیدن سبد پیک نیک خانواده‌هایی که به پارک می‌آیند هستند. داستان از آنجا شروع می‌شود که دختر جوانی به نام ریچل برای ساخت مستندی از یوگی به پارک جلی استون می‌آید. او با سرجنگلبان اسمیت در رابطه با این موضوع صحبت می‌کند و اسمیت اجازهٔ این کار را به او می‌دهد. ریچل دوربین کوچکی به پاپیون بوبو وصل می‌کند تا از یوگی فیلم‌برداری کند.
شهردار شهر مایر برون(mayor brown) به علت بی‌لیاقتی بدهی زیادی بالا می‌آورد و تصمیم می‌گیرد با قطع درختان جلی استون و تبدیل آن به زمین‌های زراعی و فروش این زمین‌ها بدهی خود را بپردازد و به قول خود به اقتصاد شهر کمک کند.
اسمیت از مایر به مدت یک هفته وقت می‌خواهد تا نشان دهد که جلی استون منبع درآمد خوبی برای شهر است. اسمیت و ریچل تصمیم می‌گیرند که جشن صد سالگی جلی استون را جشن بگیرند، آتش بازی راه بیندازند و مردم را جذب کنند تا با فروش کارت‌های عضویت یک ساله خود پول در بیاورند.
شهردار که از این موضوع بسیار ناراحت بود با دستیار اسمیت یعنی جونز صحبت می‌کند و به او وعده می‌دهد که اگر برنامه اسمیت را خراب کند به او سمت سرجنگل بان یا ریاست پارک جنگلی را می‌دهد. اسمیت که می‌دانست یوگی ممکن است جشن را خراب کند از قبل به او گفته بد که از مردم و جشن دور باشد و جونز هم که می‌دانست یوگی خرابکاری می‌کند به سراغ او می‌رود و او را تحریک می‌کند. یوگی برنامه اسکی روی آب خود را برای مردم اجرا می‌کند اما اشتباهی می‌کند که باعث آتش گرفتن شنل او می‌شود. او شنل را باز می‌کند ولی شنل به محل موشک‌های آتش بازی که ایستگاهی روی آب بود پرتاب می‌شود و باعث آتش زدن موشک‌ها می‌شود. ناگهان تنظیم موشک‌های به هم می‌خورد و موشک‌ها به سمت مردم شلیک می‌شود و مردم هم پا به فرار می‌گذارند.
فردای آن روز شهردار اسمیت را به پارکی کوچک در شهر می‌فرستد و جونز را مدیر جلی استون می‌کند. یوگی هم که بسیار ناراحت است تصمیم می‌گیر به صورت خرسی عادی در جنگل به شکار بپردازد ولی متوجه می‌شود که شهردار قصد دارد که جلی استون را نابود کند. یوگی و بوبو تصمیم می‌گیرند که به سراغ اسمیت بروند و او را مطلع سازند تا جلوی این کار را بگیرد. آن‌ها به سراغ اسمیت می‌روند و با هم به جلی استون بر می‌گردند. اسمیت با ریچل ملاقات می‌کند و ریچل به اسمیت می‌گوید لاکپشتی که بوبو از آن مراقبت می‌کند یک لاکپشت دهان قورباغه‌ای است که موجودی ماقبل تاریخی ست و طبق قانون مایر حق نابودی زیستگاه او را ندارد. اسمیت، ریچل، یوگی و بوبو طی ماجراها وکشمکش‌هایی موفق به به‌دست آوردن لاک‌پشت می‌شوند ولی در آخر مایر با زور لاکپشت را از آن‌ها می‌گیرد و آن را به باغ وحش می‌فرستد و حرف‌هایی توهین آمیز به مردم، شهر و پارک جنگلی می‌گوید. دوربین پاپیون بوبو همه چیز را ضبط می‌کند و اسمیت آن را پخش می‌کند و آبروی مایر را می‌برد و لاکپشت در مسیر به باغ وحش موفق به فرار و بازگشت به جلی استون می‌شود و به این ترتیب جلی استون نجات پیدا می‌کند و مایر هم در مبارزه انتخاباتی برای شهرداری شکست می‌خورد و همه چیز به روال قبلی بازمی‌گردد.

## بازیگران
- تام کاوانا (جنگلبان اسمیت)
- آنا فاریس (ریچل)
- تی.جی. میلر (رنجر جونز)
- اندرو دالی (مایر براون)

### صدا پیشگان
- دن آکرود (یوگی)
- جاستین تیمبرلیک (بوبو)